# 约翰·霍华德·诺思罗普
约翰·霍华德·诺思罗普（英語：John Howard Northrop，1891年7月5日纽约州扬克斯 - 1987年5月27日亚利桑那州威肯勃格），美国化学家，1946年获诺贝尔化学奖。

## 外部連結
- 諾思羅普的Nobel Foundation biography （页面存档备份，存于）
- 諾思羅普的諾貝爾演講 The Preparation of Pure Enzymes and Virus Proteins （页面存档备份，存于）